# Anolis strahmi
Anolis strahmi este o specie de șopârle din genul Anolis, familia Polychrotidae, descrisă de Schwartz 1979. A fost clasificată de IUCN ca specie în pericol.

## Subspecii
Această specie cuprinde următoarele subspecii:
- A. s. strahmi
- A. s. abditus